# Brzoza (województwo podkarpackie)
Brzoza (alt. Brzóza) – dawna wieś, której lokalizacja odpowiada miejscu wśród lasów na terenie gminy Radomyśl nad Sanem w powiecie stalowowolskim, w województwie podkarpackim. 
Po miejscowości pozostał tylko wykarczowany plac przy drodze pożarowej na południe od Poligonu Lipa.
Wieś Brzoza była wsią śródleśną w powiecie tarnobrzeskim. Miała 4854 m rozległości, w tym 4681 m lasów. 84 mieszkańców w 16 domach przynależało do parafii
w Pniowie. Leżała na terenie równym, w glebie piaszczystej. W połowie XIX wieku Brzoza (ze Strażnikiem lub Maierhof) stanowiła odrębną gminę jednostkową, liczącą 58 mieszkańców. W Królestwie Galicji i Lodomerii miejscowość położona była w pogranicznym pasie celnym.
W latach 1975–1998 miejscowość administracyjnie należała do ówczesnego województwa tarnobrzeskiego.